# High School (canção)
"High School" é uma canção da rapper trinitina Nicki Minaj com o rapper americano Lil Wayne, lançada em 16 em abril de 2013 como o terceiro single do álbum Pink Friday: Roman Reloaded – The Re-Up (2012), que por sua vez é um relançamento do álbum Pink Friday: Roman Reloaded, também de 2012. Foi escrita por Onika Maraj, Dwayne Carter, Jr., Boi-1da e Tyler Williams, e produzida por Boi-1da e T-Minus.

## Antecedentes
Quando o álbum foi lançado, os fãs perceberam que "High School" tinha uma semelhança com a canção "Hood Story", do primeiro mixtape de Minaj, Playtime Is Over (2007). Em "High School", ela reciclou os versos "ele disse que veio da Jamaica" e "ele possuía um par de hectares", que estavam na versão original de "Hood Story". No final da canção do mixtape, Minaj sussurra: "continua", mas nunca foi concluída até então. Através do seu Twitter oficial, ela confirmou indiretamente esta especulação por retweetar um post dizendo: "HOOD STORY PARTE 2".
Em 29 de novembro, Minaj abriu uma enquete para determinar por meio dos fãs a canção que deveria ser o próximo single do álbum. "I'm Legit" venceu a enquete com a maioria dos votos, enquanto "High School" ficou em segundo lugar, seguido por "Up In Flames" em terceiro, "Hell Yeah" em quarto, e "I Endorse These Strippers", em quinto.

## Composição
"High School" foi escrita por Onika Maraj, Dwayne Carter, Jr., Matthew Samuels, Tyler Williams e produzida por Boi-1da, T-Minus. É uma canção do gênero hip hop e liricamente fala sobre adultério.

## Capa
A capa de "High School" foi lançada como a imagem de perfil do Twitter de Minaj em 19 de março de 2013. É uma captura de tela do videoclipe da canção, onde Minaj está dentro de um jacuzzi com o seu fato de banho verde neon.

## Videoclipe
Em uma entrevista em Dubai, Minaj confirmou que ela estaria filmando um vídeo para as canções "High School" ou "I'm Legit". Em 22 de fevereiro de 2013, um fã perguntou para ela em um Ustream quando o vídeo seria filmado e Minaj respondeu que ela iria começar a gravar em poucas semanas, confirmando as filmagens em 6 de março e começando-as em 11 de março, dirigidas por Benny Boom em Los Angeles. Um vídeo dos bastidores do clipe foi divulgado pela rapper no dia 19 do mesmo mês. Nele Minaj aparece em uma jacuzzi usando um biquíni verde, e cenas dela com vários outros estilos de roupas.[carece de fontes?] so tua fã nicki e a biatriz

## Sinopse
O vídeo começa com um close-up de Minaj com um maiô rosa andando do lado de uma piscina. Em seguida ela aparece com um vestido verde, com uma peruca loira de franjinha, cantando perto de algumas árvores e
gramas.Ela também aparece numa jacuzzi grande de biquíni verde, cantando o refrão da música. Uma cena de Lil Wayne com alguns homens, conversando numa sala,um close em garrafas de Myx Moscato e Minaj descendo uma escada. Wayne também aparece na mesma piscina, com uma bermuda vermelha e algumas meninas de biquíni ao lado dele. Wayne e Minaj aparecem numa cama simulando uma espécie de relacionamento amoroso, durante alguns versos da música. Minaj também aparece em um traje de cartucheiras, cantando junto a Wayne. Um avião passa e alguém mascarado entra na sala do cofre e rouba o dinheiro dele. Minaj e Wayne correm para fora e vão embora no avião. O vídeo termina com um close-up num aparelho vermelho de música que parece um vibrador.

## Créditos
Os créditos para "High School" são adaptados do encarte do Pink Friday: Roman Reloaded – The Re-Up:
Gravação
- Gravado por: Studio Malibu, Malibu CA & Os Critérios Hit Factory, Miami FL
- Mixado por: Studio Malibu, Malibu CA
- Masterizado por: Chris Athens Masters, Austin TX

Pessoal
- Escritores: Onika Maraj, Dwayne Carter, Matthew Samuels, Tyler Williams
- Produtores: Boi-1da e T-Minus
- Gravado por: Ariel Chobaz & Michael "Banger" Cadahia
- Mixado por: Ariel Chobaz e Boi-1da
- Masterizado por: Chris Athens

## Desempenho nas paradas musicais

### Posições
| Paradas (2012/13)                                      | Melhor posição |
| ------------------------------------------------------ | -------------- |
| Bélgica - (Ultratip Flanders)                          | 31             |
| Bélgica - (Ultratip Wallonia)                          | 23             |
| Canadá - Canadian Hot 100                              | 81             |
| Escócia - Official Charts Company                      | 34             |
| Estados Unidos - Billboard Hot 100                     | 68             |
| Estados Unidos - Billboard Hot R&B/Hip-Hop Songs       | 22             |
| Estados Unidos - Billboard Rap Songs                   | 15             |
| França - Syndicat National de l'Édition Phonographique | 91             |
| Irlanda - IRMA                                         | 47             |
| Países Baixos - MegaCharts                             | 83             |
| Reino Unido - UK Singles Charts                        | 31             |
| Reino Unido - UK R&B Chart                             | 6              |